# Amy O'Neill
Amy O'Neill (Pacific Palisades, 8 de julio de 1971) es una actriz estadounidense. Luego de registrar apariciones en varias comedias para televisión y de interpretar el papel de Molly Stark en The Young and the Restless en 1986, fue escogida para realizar el papel protagónico de Amy Szalinski en la película de 1989 Honey, I Shrunk the Kids, por la que recibió una nominación a los Premios Young Artist. Repitió su papel en la secuela de 1992 Honey, I Blew Up the Kid y acto seguido interpretó a Lisa Barnes en el seriado Where's Rodney?. A mediados de la década de 1990 se retiró de la actuación.

## Filmografía

### Cine
| Año  | Título                             | Papel         |
| ---- | ---------------------------------- | ------------- |
| 1989 | Desperate for Love                 | Cindy         |
| 1989 | I Know My First Name is Steven     | Jodie         |
| 1989 | Honey, I Shrunk the Kids           | Amy Szalinski |
| 1992 | Honey, I Blew Up the Kid           | Amy Szalinski |
| 1993 | White Wolves: A Cry in the Wild II | Pandra        |
| 1994 | Attack of the 5 Ft. 2 In. Women    | Skater        |

### Televisión
| Año  | Título                         | Papel             | Notas        |
| ---- | ------------------------------ | ----------------- | ------------ |
| 1984 | Mama's Family                  | Ellen Harper      | 1 episodio   |
| 1984 | Matt Houston                   | Rosie             | 1 episodio   |
| 1985 | Night Court                    | Jenny Reader      | 1 episodio   |
| 1985 | Highway to Heaven              | Sue               | 1 episodio   |
| 1985 | The Twilight Zone              | Rubia             | 1 episodio   |
| 1986 | Family Ties                    | Brenda            | 1 episodio   |
| 1986 | The Young and the Restless     | Molly Stark       | 30 episodios |
| 1987 | Second Chance                  | Jane Pfeiffer     | 1 episodio   |
| 1989 | Star Trek: The Next Generation | Annette           | 1 episodio   |
| 1990 | Where's Rodney?                | Lisa Barnes       | 1 episodio   |
| 1990 | Room for Romance               |                   | 1 episodio   |
| 1990 | The Young Riders               | Jennifer Tompkins | 1 episodio   |
| 1991 | Gabriel's Fire                 | Ginny             | 1 episodio   |
| 1991 | Murder, She Wrote              | Susan Hartley     | 1 episodio   |
| 2020 | Prop Culture                   | Ella misma        | 1 episodio   |